# سوتیریس الکساندروپولوس
سوتیریس الکساندروپولوس (یونانی: Σωτήρης-Πολύκαρπος Αλεξανδρόπουλος؛ زادهٔ ۲۶ نوامبر ۲۰۰۱) بازیکن فوتبال اهل یونان است.
از باشگاه‌هایی که در آن بازی کرده‌است می‌توان به باشگاه فوتبال پاناتینایکوس اشاره کرد.
وی همچنین در تیم‌های ملی فوتبال زیر ۱۷ سال، زیر ۱۹ سال، زیر ۲۱ سال و بزرگسالان یونان بازی کرده‌است.